# Santa Gertrudis, Tamazula
Santa Gertrudis är en ort i Mexiko.   Den ligger i kommunen Tamazula och delstaten Durango, i den västra delen av landet, 1 000 km nordväst om huvudstaden Mexico City. Santa Gertrudis ligger 2 418 meter över havet och antalet invånare är 227.
Terrängen runt Santa Gertrudis är bergig åt sydväst, men åt nordost är den kuperad. Runt Santa Gertrudis är det mycket glesbefolkat, med 3 invånare per kvadratkilometer. Närmaste större samhälle är Todos Santos, 6,9 km nordost om Santa Gertrudis. I omgivningarna runt Santa Gertrudis växer huvudsakligen savannskog.